# Acliceratia beddomei
Acliceratia beddomei là một loài ốc biển trong họ Truncatellidae. Chúng được Philippe Dautzenberg mô tả khoa học lần đầu tiên năm 1912.